# Aruba Dushi Tera
Aruba Dushi Tera este imnul național din Aruba.